# Les Granges-le-Roi
Les Granges-le-Roi è un comune francese di 1 042 abitanti situato nel dipartimento dell'Essonne nella regione dell'Île-de-France.

## Società

### Evoluzione demografica
Abitanti censiti